# Oxytropis kubanensis
Oxytropis kubanensis là một loài thực vật có hoa trong họ Đậu. Loài này được Leskov miêu tả khoa học đầu tiên.